# Yoshio Sawai
Sawai Yoshio ( 澤井啓夫?, Yoshio Sawai; Toyohashi, 14 marzo 1977) è un fumettista giapponese. È conosciuto principalmente per il manga Bobobo-bo Bo-bobo.

## Opere
- Bobobo-bo Bo-bobo (2001)[1]
- Chou Kochikame (2006)
- Shinsetsu Bobobo-bo Bo-bobo (2006)
- Chagecha (2008)
- Kirarincho no Obake Festa (2009)
- Fuwari! Don Patch (2011 - 2014)
- Honnori! Don Patch (2014 - 2015)
- Minchi Shokudō (2018, one-shot)
- Frontline Spirits (2021- in corso)